# Kościan
Kościan (Duits: Kosten) is een stad in het Poolse woiwodschap Groot-Polen, gelegen in de powiat Kościański. De oppervlakte bedraagt 8,75 km², het inwonertal 24.085 (2005).
Kościan is een partnergemeente van de Nederlandse gemeente Krimpen aan den IJssel.

## Verkeer en vervoer
- Station Kościan

Stadsdistricten:
Kalisz · Konin · Leszno · Poznań

Districten:
Chodzież · Czarnków · Gniezno · Gostyń · Grodzisk Wielkopolski · Jarocin · Kalisz · Kępno · Koło · Konin · Kościan · Krotoszyn · Leszno · Międzychód · Nowy Tomyśl · Oborniki · Ostrów Wielkopolski · Ostrzeszów · Piła · Pleszew · Poznań · Rawicz · Słupca · Środa Wielkopolska · Śrem · Szamotuły · Turek · Wągrowiec · Wolsztyn · Września · Złotów

Grootste steden:
Gniezno · Jarocin · Kalisz · Koło · Konin · Kościan · Krotoszyn · Leszno · Luboń · Ostrów Wielkopolski · Piła · Poznań · Śrem · Swarzędz · Turek · Wągrowiec · Września